# 朝阳湖镇
朝阳湖镇，是中华人民共和国四川省成都市蒲江县下辖的一个乡镇级行政单位。2019年12月，撤销白云乡，将其所属行政区域划归朝阳湖镇管辖。

## 行政区划
朝阳湖镇下辖以下地区：
霖雨社区、白鹤村、仙阁村、百家村、石象村和周沟村。